# Hexapanopeus caribbaeus
Hexapanopeus caribbaeus is een krabbensoort uit de familie van de Panopeidae. De wetenschappelijke naam van de soort is voor het eerst geldig gepubliceerd in 1871 door Stimpson.